# Jan Paweł Lelewel

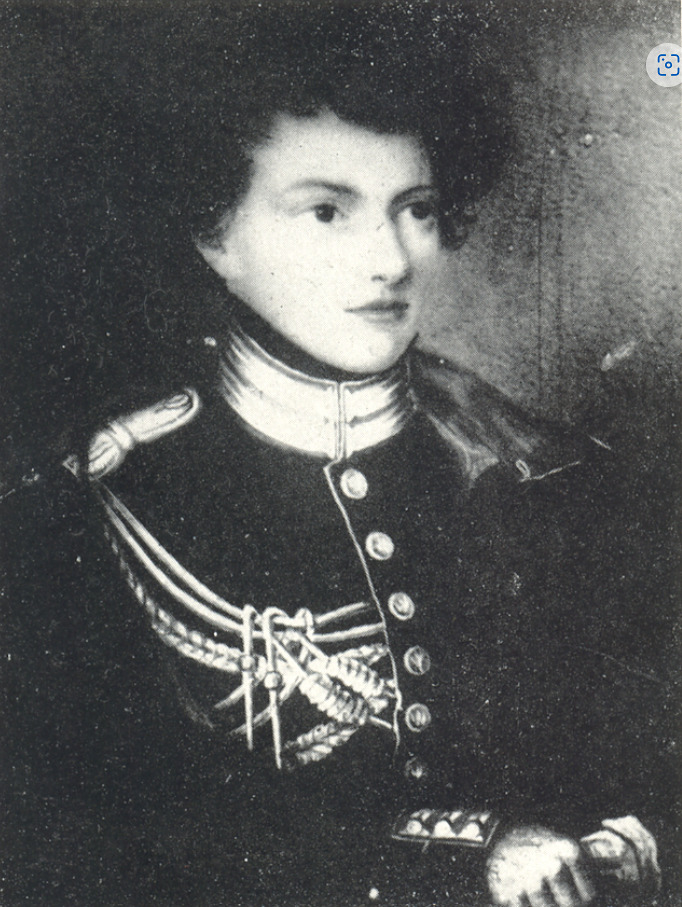
Jan Paweł Lelewel (Miniatur von January Suchodolski um 1830)

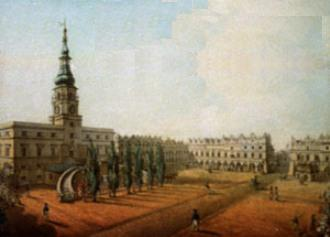
Marktplatz von Zamość (Aquarell von Jan Paweł Lelewel 1825)

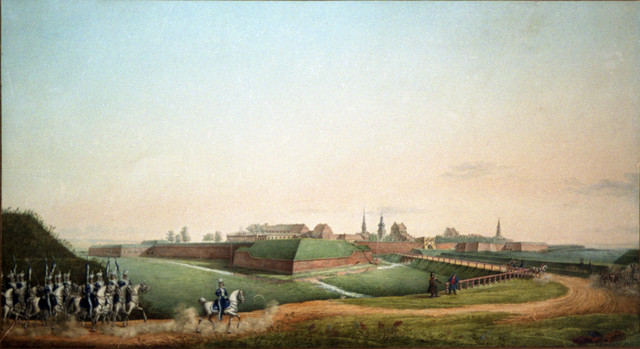
Festung Zamość (Aquarell von Jan Pawel Lelewel um 1825)

Zamość, Fortifikation, Neues Lubliner Tor

Neues Lemberger Tor

Schlacht bei Praga 1831

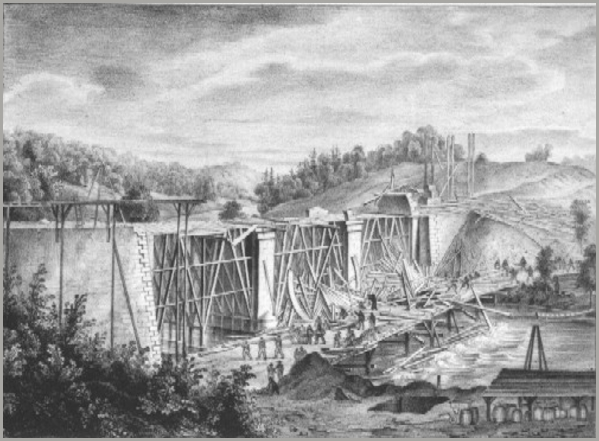
Tiefenaubrücke bei Bern

Jan Paweł Lelewel (* 26. Juni 1796 in Warschau; † 9. April 1847 in Bern) war ein polnischer Ingenieuroffizier, Freiheitskämpfer und Architekt.

## Herkunft und Versippung
Lelewel entstammt einem für Polen bedeutsamen Familienverband. Er war der jüngste Sohn des Fabrikanten und Sejm-Abgeordneten Karol Mauricy Lelewel (ca. 1750–1830), aus adeliger, ursprünglich deutscher Familie. Sein Großvater war der Königlich-Polnische Hofrat und Leibarzt König Augusts III., Heinrich v. Löllhöffel (eigentlich: Lölhöffel von Löwensprung) (1705–1763), verheiratet mit Constance Jauch (1722–1802), die den Namen später zu Lelewel polonisierte. Sein Urgroßvater war der Generalmajor und Baumeister Augusts des Starken, Joachim Daniel von Jauch (1684–1754), sein Großonkel Kasper Kazimierz Cieciszowski (1745–1831), Erzbischof von Mohylew und römisch-katholischer Metropolit Russlands. Lelewels Bruder ist Polens bedeutendster Historiker Joachim Lelewel (1786–1861), Freiheitskämpfer wie er, sein Großneffe ist der polnische Nobelpreisträger für Literatur Henryk Sienkiewicz (1848–1916).

## Wirken und Bedeutung

### Ausbildung und napoleonische Kriege
Lelewel absolvierte die Artillerie- und Ingenieuroffizierschule in Warschau. Wie auch sein älterer Bruder Prot Lelewel (1790–1884), der sowohl Ritter der französischen Ehrenlegion wurde als auch die höchste polnische Kriegsauszeichnung, das Kreuz Virtuti Militari erhielt, diente er in den napoleonischen Kriegen im polnischen Kontingent auf napoleonischer Seite. 1812–1813 nahm er teil an Napoleon Bonapartes Russlandfeldzug.

### Fortifikations- und Kanalarbeiten
Nach dem Ende der napoleonischen Kriege war Lelewel zunächst Adjutant des Brigadegenerals und Kommandanten der Ingenieurtruppen Jan Chrzciciel de Grandville Malletski (eigentlich: Jean-Baptiste Mallet de Grandville). Für diesen war er 1816–1826 Festungsbaumeister in Zamość. Er modernisierte die aus dem Jahr 1618 stammenden Fortifikationen. Das Neue Lemberger Tor (polnisch brama lwowska nowa) und das Neue Lubliner Tor (brama lubelska nowa) wurden 1820–1821 nach seinen Plänen errichtet. 1825–1830 war Lelewel als Ingenieuroffizier bei der Errichtung des Kanals zur Verbindung von Weichsel und Memel tätig (Kanał Augustowski), wo er u. a. die Swoboda-Schleuse erbaute.

### Novemberaufstand 1830
1830–1831 leitete er im polnischen Novemberaufstand von 1830 gegen Russland als Oberstleutnant die Verteidigung der seinerzeit Warschau an der Weichsel gegenüberliegenden selbständigen Stadt Praga. Nach Niederschlagung des Aufstands flüchtete er mit seinem Bruder Joachim zunächst nach Besançon. Nach seiner Teilnahme am Hambacher Fest und dem gescheiterten Frankfurter Wachensturm im Jahre 1833, an dem sich Lelewel führend beteiligt hatte, suchte er Asyl in der Schweiz.

### Wasserbau- und Straßeningenieur in der Schweiz
1834 war Lelewel, der in der Schweiz Johann Rudolf Schneider kennengelernt hatte, als Wasserstraßenbauingenieur im Kanton Bern tätig. Als „Vorprojekt“ zur 1. Juragewässerkorrektion (1868–1891) entwarf er den „Plan général du projet concernant le desséchement du Marais de Seeland“. 1837–1847 war er Kantonsingenieur zu Bern. Ihm oblag in dieser Funktion der Ausbau des Berner Straßennetzes, in dessen Zuge er zahlreiche Straßen und Brücken, darunter die Tiefenaubrücke bei Bern, errichtete. Zudem beschäftigte er sich mit Fragen der Stadterweiterung Berns. Er war darüber hinaus ein begabter Zeichner und Maler, ausgebildet bei Zygmunt Vogel.

## Zitate
„Einzelne Polen (Anm.: Exilanten) blieben hier und dankten der Schweiz durch bedeutende Leistungen, zum Beispiel der Ingenieur Lelewel bei Vorarbeiten für die Juragewässerkorrektion.“

## Auszeichnungen
- Ritter des Ordens des Heiligen Wladimir

## Werke
- Lelewel, Jean: Compte rendu presente au Departement des travaux publics de la Republique de Berne sur les operations a entreprendre relativement au Dessechement des Marais du Seeland, a l'abaissement des lacs, a la correction de l'Aar et de l'embouchure de l'Emme; accompagne des plans et du devis des travaux a executer, Bern 1834